# Almaviva
Almaviva, en litterär figur som är greve i Pierre de Beaumarchais' Barberaren i Sevilla 1774 och Figaros bröllop 1784, som även blev operor tonsatta av Rossini  respektive Mozart.  